# Chełmżyca
Chełmżyca – wieś w Polsce położona w województwie warmińsko-mazurskim, w powiecie iławskim, w gminie Susz nad jeziorem Kolmowo.
W latach 1975–1998 miejscowość należała administracyjnie do województwa elbląskiego.
Przez miejscowość przebiega droga wojewódzka nr 521 nad, którą stoi zajazd oraz stacja benzynowa.